# باهريتسي
باهريتسي (بالبلغارية: Бахреци)‏ قرية تقع إدارياً ضمن تريافنا في بلغاريا. ويبلغ عدد سكانها 10 نسمة حسب تعداد 15 مارس 2015. تعتمد باهريتسي للبريد على الرمز البريدي 5367.